# Knut Björkenstam (1815–1905)
Knut Wilhelm Björkenstam, född 20 juli 1815 i Västerfärnebo, död 20 februari 1905 i Uppsala, var en svensk häradshövding, godsägare och riksdagsledamot.
Björkenstam blev student vid Uppsala universitet 1832 och avlade examen till rättegångsverken 1839. Han blev extra ordinarie notarie vid Svea hovrätt 1840 och var häradshövding i Västmanlands östra domsaga 1851–1894. 
Som politiker var Björkenstam ledamot av riksdagens första kammare 1866–1877 och 1889–1891. Han är begravd på Uppsala gamla kyrkogård.